# Ogre kommun
Ogre kommun (lettiska: Ogre novads) är en kommun i Lettland. Kommunhuvudort är Ogre. Kommunen ligger i den centrala delen av landet, 60 km öster om huvudstaden Riga och kommunarean är 993 kvadratkilometer. Kommunen hade 2021 ett invånarantal på 57 617. 
Ogres kommun gränsar till Ikšķiles Novads, Ropažu novads, Mālpils novads, Amatas novads, Vecpiebalgas novads, Ērgļu Novads, Kokneses novads, Aizkraukles Rajons, Skrīveru novads, Lielvārdes novads och Ķeguma novads.
Terrängen i Ogres novads är platt.

## Internationella relationer
Ogre kommuns vänorter:
- Ånge, Sverige
- Bollnäs, Sverige
- Chernihiv, Ukraina
- Hengelo, Nederländerna
- Jõhvi, Estland
- Joué-lès-Tours, Frankrike
- Kelmė, Litauen
- Kerava, Finland
- Maymana, Afghanistan
- Popasna, Ukraina
- Slonim, Belarus

## Geografi
Följande samhällen finns i kommunen:
- Ogre
- Jumprava
- Līčupe

Dessutom finns vattendraget Ogre och kanalen Skale.